# Isle au Haut
Isle au Haut est une île du littoral de l'État du Maine et une ville du même nom du Comté de Knox.
L'île est située dans la baie de Penobscot et abrite une partie du parc national d'Acadia. Elle est accessible par ferry depuis Stonington.

## Histoire
Les Amérindiens ont habité l'île. C'était un territoire des Indiens Abénaquis quand, en 1604, l'explorateur français Samuel de Champlain l'appela Isle au Haut (High Island). L'explorateur anglais John Smith de Jamestown, cartographiant la côte en 1614, nota qu'il s'agissait de l'île la plus haute de la baie de Penobscot. 
En 1792, Henry Barter obtint un terrain sur l'île, qui comptait en 1800 une cinquantaine de colons anglais et écossais. Ils subsistaient en élevant des moutons  et en pêchant. En 1808, l'île fut le théâtre d'un meurtre lorsque des contrebandiers ont abattu un officier des douanes fédéral. Au milieu du 19e siècle, les activités principales étaient la pêche et la construction de bateaux. Le 28 février 1874, Isle au Haut a été séparée de Deer Isle et a été constituée en ville. 
Vers la fin du 19e siècle, alors que la population de l'île atteignait environ 275 personnes, un village s'était développé à côté de l'Isle au Haut. Les années 1880 ont amené un afflux d'habitants saisonniers, souvent originaires de Boston et d'autres grandes villes, qui ont construit des cottages de vacances dans un club privé de Point Lookout.En 1910, Isle au Haut comptait 178 résidents et 15 familles estivales. Certains pêcheurs sont partis lorsque les moteurs ont remplacé les voiles sur des bateaux à moteur, leur permettant de naviguer plus facilement depuis le continent. En 1935, la population était tombée à 75. 
Aujourd'hui, la pêche au homard reste la principale industrie, tandis que les parties du parc national d'Acadia, qui couvrent environ 60% de l'île, attirent quelques touristes. Les maisons de vacances, bien que beaucoup moins nombreuses que celles des colonies estivales voisines de North Haven, Vinalhaven et de l'île des Monts Déserts, représentent plus du double de la population d’Isle au Haut durant l’été. L'électricité est arrivée sur l'île en 1970 et le service téléphonique en 1988.  
|          |
| Le phare |